# احمد شریعت‌زاده (بازیکن فوتبال)
احمد شریعت‌زاده (زادهٔ ۱۰ تیر ۱۳۸۱ آبادان) بازیکن فوتبال اهل ایران است که در پست هافبک بازی می‌کند.

## سوابق باشگاهی
صنعت نفت آبادان او ابتدا در این تیم شروع به بازی کرد
احمد شریعت‌ زاده فوتبال خود را از جوانان باشگاه فوتبال صنعت نفت آبادان آغاز کرد و از سال ۱۳۹۹ تا ۱۴۰۲ در این تیم مشغول به بازی بود.
او در سال ۱۴۰۲ با عقد قراردادی به تیم ذوب‌آهن اصفهان پیوست.
وی همچنین عضو تیم ملی امید ایران می باشد و برای تیم ملی امید هم بازی میکند.

## آمار باشگاهی
تا تاریخ ۲۸ شهریور ۱۴۰۲
| باشگاه         | لیگ            | فصل            | لیگ برتر | لیگ برتر | جام حذفی | جام حذفی | لیگ قهرمانان آسیا | لیگ قهرمانان آسیا | سوپر جام | سوپر جام | مجموع | مجموع |
| باشگاه         | لیگ            | فصل            | بازی     | گل       | بازی     | گل       | بازی              | گل                | بازی     | گل       | بازی  | گل    |
| -------------- | -------------- | -------------- | -------- | -------- | -------- | -------- | ----------------- | ----------------- | -------- | -------- | ----- | ----- |
| صنعت نفت       | لیگ برتر       | ۲۰۲۱–۲۰۲۲      | ۳        | ۰        | ۱        | ۰        | _                 | _                 | ۰        | ۰        | ۴     | ۰     |
| صنعت نفت       | لیگ برتر       | ۲۰۲۲–۲۰۲۳      | ۲۶       | ۴        | ۴        | ۰        | _                 | _                 | _        | _        | ۳۰    | ۴     |
| صنعت نفت       | لیگ برتر       | ۲۰۲۳–۲۰۲۴      | ۴        | ۰        | ۰        | ۰        |                   | ۰                 | _        | _        | ۵     | ۰     |
| ذوب‌آهن         | لیگ برتر       | ۲۰۲۳–۲۰۲۴      | ۷        | ۰        | ۱        | ۱        |                   | ۰                 | ۰        | ۰        |       |       |
| مجموع صنعت نفت | مجموع صنعت نفت | مجموع صنعت نفت | ۳۳       | ۴        | ۵        | ۰        | ۱                 | ۰                 | ۰        | ۰        | ۳۳    | ۴     |
| مجموع آمار     | مجموع آمار     | مجموع آمار     | ۳۳       | ۴        | ۵        | ۰        | ۱                 | ۰                 | ۰        | ۰        | ۳۹    | ۴     |

### پاس‌گل‌ها
| فصل       | تیم      | پاس گل |
| --------- | -------- | ------ |
| ۲۰۲۲–۲۰۲۱ | صنعت نفت | ۰      |
| ۲۰۲۳–۲۰۲۲ | صنعت نفت | ۳      |
| ۲۰۲۴–۲۰۲۳ | صنعت نفت | ۰      |
| ۲۰۲۴–۲۰۲۳ | ذوب‌آهن   | ۰      |
| مجموع     | مجموع    | ۳      |